# Attilio Giovannini
Attilio Giovannini   (San Michele Extra, 30 de juliol de 1924 - New Fairfield, 18 de febrer de 2005) fou un futbolista italià de la dècada de 1940.
Fou 13 cops internacional amb la selecció de futbol d'Itàlia amb la qual participa al Mundial de 1950. Pel que fa a clubs, destacà a Inter de Milà, i SS Lazio.